# Nadace (knižní série)
Nadace (v anglickém originále Foundation) je epická vědeckofantastická série, kterou v průběhu 49 let napsal Isaac Asimov. Celkem sestává ze sedmi děl úzce svázaných dějem a prostředím (přesto je možné číst knihy samostatně). Někdy se pod řadu Nadace zahrnují i série o robotech a série o Galaktické říši odehrávající se ve stejném fiktivním vesmíru. Ve stejném prostředí se odehrává i řada Asimovových kratších povídek.
V roce 1966 získala série o Nadaci speciální cenu Hugo jako „nejlepší série všech dob“.
Existuje i stejnojmenné seriálové zpracování, jehož první série vyšla na podzim 2021. Mohlo by mít až 80 dílů.

## Název
Anglické slovo foundation má více významů, kromě nadace může znamenat také základna. V letech 1985–1988 vznikl v samizdatu překlad úvodního dílu pod názvem Základna. Tento název překladatelé písemně konzultovali přímo s Isaacem Asimovem – v angličtině popsali český význam slov nadace a základna a autor výslovně uvedl, že v českém případě přichází v úvahu pouze slovo Základna; fotokopie dopisu byla vložena ve vydání. (Překlad do slovenštiny z roku 1991 se také nazývá Základňa.) Všechna česká knižní vydání však používají název Nadace a pod tímto názvem je také tato série všeobecně známa.

## Děj
Svět série Nadace se odehrává více než dvacet tisíc let v budoucnosti, kdy lidstvo osídlí celou Galaxii a vytvoří jednotnou říši, která bude sjednocovat všechny lidmi obydlené planety. Vychází z toho, že geniální matematik Hari Seldon vyvinul teorie umožňující předpovídat chování velkých lidských mas v průběhu dlouhých časových údobí, jež položily základ vědy nazvané psychohistorie, která matematickými cestami odhaluje budoucnost. Vychází z předpokladu, že zatímco chování jednotlivců je příliš svobodné a nepředvídatelné, chování velké masy lidí lze predikovat na základě matematických simulací. Vznik psychohistorie se přičítá aurorskému politikovi jménem Han Fastolfe, kterého jemně postrkával jeho robot Giskard (vybavený schopností upravovat lidské city a částečně číst myšlenky). Do stavu praktické použitelnosti je dovedl o mnoho let později až slavný matematik Hari Seldon, který ale nenavazoval na práci svého předchůdce. Důležitou pomoc při utváření psychohistorie poskytl robot Daneel Oliwaw, pro kterého psychohistorie byla ve skutečnosti pouze jednou z možností – plánem B při ovlivňování budoucího vývoje lidské společnosti (plán A představovala Gaia).
Nejdůležitějším problémem, na který je psychohistorie aplikována, je vývoj Říše, která zahrnuje celou galaxii Mléčná dráha s miliony lidmi obydlených světů. Seldon odvodí, že Říše je blízko před zánikem, po kterém bude následovat třicet tisíc let chaosu a bezvládí před vznikem druhé, trvalejší říše. S pomocí psychohistorie je ale schopen navrhnout plán, který by měl toto období temna zkrátit na pouhých tisíc let. Plán počítá se založením malého útočiště vědců (Nadace) na okraji Galaxie, které uchová znalosti po zhroucení Říše.

### Předehra k Nadaci
Na Trantoru, sídle první Galaktické říše, přednesl Hari Seldon svou představu psychohistorie jako vědy umožňující vědecky předpovídat budoucí osudy lidských společenství. O jeho objev a využití ve svůj prospěch se začali zajímat různí mocní na Trantoru včetně samotného císaře a jeho prvního ministra a Hari Seldon na útěku před nimi poznal různé části Trantoru. Nakonec zakotvil na Streelingské univerzitě, kde začal psychohistorii prakticky rozvíjet.

### A zrodí se Nadace
Hari Seldon pokračuje v rozvíjení psychohistorie a setkává se přitom s odporem ostatních obyvatel Trantoru, neboť předpovídá, že Galaktická říše se blíží zániku. Na čas se stal i prvním ministrem císaře, nepřestal však pracovat se spolupracovníky, které si vybíral, na rozvoji psychohistorie. Díky své vnučce objevil, že existují lidé (mentalici), kteří dokáží vnímat a ovlivňovat emoce jiných a dorozumívat se bez potřeby řeči; to ho přivedlo k plánu vytvoření dvou Nadací – jedné veřejně známé, založené na okraji Galaxie a oficiálně pověřené vytvořením encyklopedie, která by shrnovala veškeré vědění lidstva, druhé tajné, na opačné straně Galaxie, složené z mentaliků a s úkolem dohlížet na první Nadaci a bdít nad uskutečňováním jeho plánu založení druhé říše, jejímiž zárodky obě Nadace ve skutečnosti měly být.

### Nadace
Kniha obsahuje pět časově oddělených příběhů prvních osadníků na planetě Terminus, sídle první Nadace a její přeměnu z vědecké obce encyklopedistů v obchodní svět, který díky své technické převaze ovládl okolní planety a pokračoval v úsilí o budování nové galaktické Říše. Hari Seldon se kolonistům čas od času zjevil ze záznamového zařízení a vysvětlil, kam se bude Nadace v příštím období vyvíjet. Upadající první Galaktická říše stále přetrvává a představuje velkou sílu.

### Nadace a Říše
V upadající první Galaktické říši se množí pověsti o kouzelnících z okraje Galaxie a ambiciózní generál Bel Riose se pokouší najít jejich sídlo a zničit je. Podařilo se mu najít panství první Nadace a jeho velkou část obsadit, než však mohl dobýt samotný Terminus, císař generála odvolal a válka Říše proti Nadaci skončila. Od rozpadající se Říše se začaly oddělovat některé světy a přidávat se k první Nadaci. Po skončení války se v první Nadaci začaly šířit zvěsti o jakémsi člověku zvaném Mezek, který si kdesi v nitru Galaxie podrobuje bez odporu jeden svět za druhým. Mezek, o němž se ukázalo, že je mutant schopný ovládat emoce ostatních lidí, po bojích obsadil i první Nadaci a její sídlo Terminus. Jeho snahou bylo ovládnout celou Galaxii, v cestě mu však stála utajená druhá Nadace, jejíž sídlo se pokusil najít. V nalezení pravého sídla druhé Nadace mu však zabránila Bayta Darellová z první Nadace.

### Druhá Nadace
Ani po dočasném nezdaru nepřestal Mezek pátrat po druhé Nadaci. Druhá Nadace si byla nebezpečí ze strany Mezka pro ni a pro pokračování Seldonova plánu vědoma a nasměrovala jeho pátrání k jedné bezvýznamné planetě, kde zničila jeho duševní schopnosti i jeho říši Svaz světů. Po Mezkově pádu obnovila první Nadace svou nezávislost, ale v její společnosti se rozšířilo povědomí existence druhé Nadace a jejích schopností a první Nadace nabyla přesvědčení, že druhá Nadace je pro ni hrozbou a musí být zničena. Skupina spiklenců nespokojených s tím, že je první Nadace ovládána zvenčí, se rozhodla druhou Nadaci najít a zničit; objevili také, že členové druhé Nadace jsou na samotném Terminu. Druhá Nadace však o pátrání skupiny z první Nadace věděla a podařilo se jí dosáhnout dojmu, že druhá Nadace sídlí právě na Terminu. Všichni členové druhé Nadace na Terminu byli vyvražděni a první Nadace byla přesvědčena o svém vítězství.

### Nadace na hranicích
Přestože byla druhá Nadace zdánlivě zlikvidována, radní první Nadace Golan Trevize spolu s jinými věří, že druhá Nadace stále existuje a hlídá uskutečňování Seldonova plánu. Starostka Nadace Harla Brannoová jej proto vyšle spolu s historikem Janovem Peloratem, který pátrá po Zemi – legendárním prvním světě lidí, na jejich nejmodernější lodi FS Vzdálená hvězda pátrat po druhé Nadaci, aby ji první Nadace mohla zničit pomocí dlouho tajně vyvíjených psychických zbraní. Při pátrání se dostanou až na planetu Gaia, na níž vše živé i neživé tvoří jedno společné vědomí. Gaia k sobě přilákala také síly obou Nadací a postavila Golana Trevize před volbu – jaká má být budoucnost Galaxie: druhou galaktickou říši má nastolit první Nadace, druhá Nadace nebo se celá Galaxie má stát jedním superorganismem podle vzoru Gaie?

### Nadace a Země
Golan Trevize se rozhodl, že Gaie pomůže vybudovat z Galaxie jedno velké společné vědomí, chtěl si však správnost své volby ověřit a k tomu podle svého přesvědčení potřeboval nalézt Zemi. Její polohu však nikdo neznal, kolovaly o ní jen různé pověsti, nejčastěji že její povrch je radioaktivní. Jeho první cesta spolu s historikem Janovem Peloratem a ženou z Gaie Bliss vedla na skryté planety zvané Intermitentní či zakázané, což podle pověstí měly být světy, které lidé ze Země ve vesmíru osídlili jako první. Na jedné takové planetě získali klíč k souřadnicím Země, zklamáním však pro ně bylo, že Země opravdu byla radioaktivní a tedy bez života. Ukázalo se však, že na Měsíci je základna, z níž robot R. Daneel Olivaw bděl nad budoucností lidstva a že plán záchrany lidstva pomocí psychohistorie i vytvoření Gaie byly jeho dílem.

## Seznam knih série
V tomto seznamu jsou zahrnuty nejpodstatnější knihy odehrávající se ve vesmíru Nadace, v časovém uspořádání podle děje příběhu. V závorkách je uvedeno první vydání – pořadí, ve kterém Asimov knihy napsal, je od pořadí z hlediska děje výrazně odlišné.

### Povídkové sbírky o robotech
- Já, robot (I, Robot, 1950; česky 1981, překlad Oldřich Černý)
- Robohistorie I. (The Complete Robot, 1982; česky 2004) – sbírka povídek vzniklých v letech 1940–1976, v češtině byla rozdělena do dvou knih [7]
- Robohistorie II. (The Complete Robot, 1982; česky 2004) [8]
- Sny robotů (Robot Dreams, 1986; česky 1996, překlad Veronika Volhejnová)[9]
- Vize robotů (Robot Visions, 1990; česky 1994, překlad Hana Březáková, Václav Kříž)[10]

### Série o robotech
- Ocelové jeskyně (The Caves of Steel, 1954; česky 1970, překlad Zdeněk Lorenc)
- Nahé slunce (The Naked Sun, 1957; česky 1994, překlad Jaroslav Veis)
- Roboti úsvitu (The Robots of Dawn, 1983; česky 1993, překlad Karel Čermák)
- Roboti a impérium (Robots and Empire, 1985; česky 1993, překlad Jan Pavlík)

### Série Galaktická říše
- Kosmické proudy (The Currents of Space, 1952; česky 1994, překlad Jindřich Smékal)
- Hvězdy jako prach (The Stars, Like Dust, 1951; česky 1995, překlad Zdeněk Blažek a Jindřich Smékal)
- Oblázek na obloze (Pebble in the Sky, 1950; česky 1993, překlad Petr Kotrle)

### Série Nadace
- Předehra k Nadaci (Prelude to Foundation, 1988; česky 1992, překlad Vladimír Matějovský a Michal Krbec, druhé vydání 2022 překlad Daniela Orlando)
- A zrodí se Nadace (Forward the Foundation, 1991; česky 1995, překlad Robert Čapek, druhé vydání 2022 překlad Daniela Orlando)
- Nadace (Foundation, 1951; česky samizdatově 1989 jako Základna, překlad Jindřich Smékal, knižně 1991, překlad Jarmila Pravcová, druhé vydání 2001 překlad Viktor Janiš)
- Nadace a Říše (Foundation and Empire, 1952; česky 1991, překlad Jarmila Pravcová, druhé vydání 2001 překlad Viktor Janiš)
- Druhá Nadace (Second Foundation, 1953; česky 1991, překlad Zuzana Drhová, druhé vydání 2005 překlad Viktor Janiš)
- Nadace na hranicích (Foundation’s Edge, 1982; česky 1992, překlad Jarmila Pravcová; druhé vydání přeložil Robert Tschorn a vyšlo pod názvem Na hranicích Nadace)
- Nadace a Země (Foundation and Earth, 1986; česky 1992, překlad Ivan Boukal)